# Stuyvesant (Nueva York)
Stuyvesant es un pueblo ubicado en el condado de Columbia en el estado estadounidense de Nueva York. En el año 2000 tenía una población de 2.188 habitantes y una densidad poblacional de 33.7 personas por km².

## Historia
Henry Hudson visitó la región en 1609. Fue establecido en 1823.

## Geografía
Stuyvesant se encuentra ubicado en las coordenadas 42°24′31″N 73°45′19″O / 42.40861, -73.75528.

## Demografía
Según la Oficina del Censo en 2000 los ingresos medios por hogar en la localidad eran de $49,904, y los ingresos medios por familia eran $51,688. Los hombres tenían unos ingresos medios de $36,087 frente a los $27,097 para las mujeres. La renta per cápita para la localidad era de $21,314. Alrededor del 4.3% de la población estaban por debajo del umbral de pobreza.